# سویاروی
شهر سویاروی (به روسی: Суоярви) در کشور روسیه و در جمهوری کارلیا واقع شده‌است.